# Campionato FIA di Formula 2 2019
La stagione 2019 del Campionato FIA di Formula 2 è stata, nella storia della categoria, la 15ª ad assegnare il Campionato Piloti e la 15ª ad assegnare il Campionato Scuderie, la terza con la nuova denominazione, che ha sostituito la precedente GP2 Series. Iniziata il 30 marzo con un weekend di gare sul circuito di Sakhir, in Bahrein, si conclude il 1º dicembre sul Circuito di Yas Marina, negli Emirati Arabi Uniti, per un totale di 12 appuntamenti, come la stagione precedente. Essa è anche la seconda stagione in cui è stata utilizzata la vettura Dallara F2 2018.
Il campionato viene vinto dal pilota olandese Nyck de Vries della scuderia ART Grand Prix; il titolo per i team è andato a un'altra scuderia francese, la DAMS, che ha vinto il campionato per la quarta volta, comprendendo anche le stagioni con la denominazione di GP2 Series.
La stagione è stata funestata dalla morte, nella gara 1 di Spa, del pilota francese Anthoine Hubert.

## La pre-stagione

### Calendario
Il calendario è stato ufficializzato il 5 dicembre 2018. La stagione è iniziata il 30 marzo, in occasione del Gran Premio del Bahrein. Il numero di weekend gare resta 12, ricalcando il calendario della stagione 2018.
| Gara | Gara | Circuito                              | Giri | Lunghezza                  | Data         | Ora   | Supporto                          |
| ---- | ---- | ------------------------------------- | ---- | -------------------------- | ------------ | ----- | --------------------------------- |
| 1    | G1   | Bahrain International Circuit, Manama | 32   | 32 x 5,412 km = 173,184 km | 30 marzo     | 10:15 | Gran Premio del Bahrein 2019      |
| 1    | G2   | Bahrain International Circuit, Manama | 23   | 23 x 5,412 km = 124,476 km | 31 marzo     | 11:30 | Gran Premio del Bahrein 2019      |
| 2    | G1   | Circuito di Baku                      | 29   | 29 x 6,003 km = 174,087 km | 27 aprile    | 12:00 | Gran Premio d'Azerbaigian 2019    |
| 2    | G2   | Circuito di Baku                      | 21   | 21 x 6,003 km = 126,063 km | 28 aprile    | 13:00 | Gran Premio d'Azerbaigian 2019    |
| 3    | G1   | Circuito di Catalogna, Barcellona     | 37   | 37 x 4,655 km = 172,235 km | 11 maggio    | 16:40 | Gran Premio di Spagna 2019        |
| 3    | G2   | Circuito di Catalogna, Barcellona     | 26   | 26 x 4,655 km = 121,030 km | 12 maggio    | 11:30 | Gran Premio di Spagna 2019        |
| 4    | G1   | Circuito di Monte Carlo               | 42   | 42 x 3,337 km = 140,154 km | 24 maggio    | 12:00 | Gran Premio di Monaco 2019        |
| 4    | G2   | Circuito di Monte Carlo               | 30   | 30 x 3,337 km = 100,110 km | 25 maggio    | 16:45 | Gran Premio di Monaco 2019        |
| 5    | G1   | Circuito Paul Ricard, Le Castellet    | 30   | 30 x 5,842 km = 175,260 km | 22 giugno    | 16:45 | Gran Premio di Francia 2019       |
| 5    | G2   | Circuito Paul Ricard, Le Castellet    | 21   | 21 x 5,842 km = 122,682 km | 23 giugno    | 11:25 | Gran Premio di Francia 2019       |
| 6    | G1   | Red Bull Ring, Spielberg              | 45   | 45 x 4,326 km = 194,670 km | 29 giugno    | 16:45 | Gran Premio d'Austria 2019        |
| 6    | G2   | Red Bull Ring, Spielberg              | 28   | 28 x 4,326 km = 121,128 km | 30 giugno    | 11:00 | Gran Premio d'Austria 2019        |
| 7    | G1   | Circuito di Silverstone               | 29   | 29 x 5,891 km = 170,839 km | 13 luglio    | 15:45 | Gran Premio di Gran Bretagna 2019 |
| 7    | G2   | Circuito di Silverstone               | 21   | 21 x 5,891 km = 123,711 km | 14 luglio    | 10:00 | Gran Premio di Gran Bretagna 2019 |
| 8    | G1   | Hungaroring, Mogyoród                 | 37   | 37 x 4,381 km = 162,097 km | 3 agosto     | 10:10 | Gran Premio d'Ungheria 2019       |
| 8    | G2   | Hungaroring, Mogyoród                 | 28   | 28 x 4,381 km = 122,668 km | 4 agosto     | 11:25 | Gran Premio d'Ungheria 2019       |
| 9    | G1   | Circuito di Spa-Francorchamps         | 25   | 25 x 7,004 km = 175,100 km | 31 agosto    | 16:45 | Gran Premio del Belgio 2019       |
| 9    | G2   | Circuito di Spa-Francorchamps         | 18   | 18 x 7,004 km = 126,072 km | 1º settembre | 11:15 | Gran Premio del Belgio 2019       |
| 10   | G1   | Autodromo nazionale di Monza          | 30   | 30 x 5,793 km = 173,790 km | 7 settembre  | 16:45 | Gran Premio d'Italia 2019         |
| 10   | G2   | Autodromo nazionale di Monza          | 21   | 21 x 5,793 km = 121,653 km | 8 settembre  | 10:50 | Gran Premio d'Italia 2019         |
| 11   | G1   | Autodromo di Soči                     | 28   | 28 x 5,848 km = 163,744 km | 28 settembre | 16:45 | Gran Premio di Russia 2019        |
| 11   | G2   | Autodromo di Soči                     | 15   | 15 x 5,848 km = 87,720 km  | 29 settembre | 11:20 | Gran Premio di Russia 2019        |
| 12   | G1   | Circuito di Yas Marina, Isola Yas     | 31   | 31 x 5,554 km = 172,174 km | 30 novembre  | 18:45 | Gran Premio di Abu Dhabi 2019     |
| 12   | G2   | Circuito di Yas Marina, Isola Yas     | 22   | 22 x 5,554 km = 122,188 km | 1º dicembre  | 13:30 | Gran Premio di Abu Dhabi 2019     |

### Test
Si svolgono due sessioni di test precampionato: la prima sul Circuito di Valencia tra il 26 e 28 febbraio e la seconda sul Circuito di Catalogna tra il 5 e il 7 marzo.
| Circuito                          | Data                     | Pilota più veloce   | Team                          | Tempo    | Giri |
| --------------------------------- | ------------------------ | ------------------- | ----------------------------- | -------- | ---- |
| Circuito di Jerez de la Frontera  | 26 febbraio (mattina)    | Nyck de Vries       | ART Grand Prix                | 1'25"819 | 17   |
| Circuito di Jerez de la Frontera  | 26 febbraio (pomeriggio) | Nyck de Vries       | ART Grand Prix                | 1'25"358 | 51   |
| Circuito di Jerez de la Frontera  | 27 febbraio (mattina)    | Nyck de Vries       | ART Grand Prix                | 1'24"723 | 40   |
| Circuito di Jerez de la Frontera  | 27 febbraio (pomeriggio) | Dorian Boccolacci   | Campos Racing                 | 1'25"493 | 33   |
| Circuito di Jerez de la Frontera  | 28 febbraio (mattina)    | Mick Schumacher     | Prema Racing                  | 1'24"028 | 33   |
| Circuito di Jerez de la Frontera  | 28 febbraio (pomeriggio) | Jordan King         | MP Motorsport                 | 1'25"493 | 33   |
| Circuito di Catalogna, Barcellona | 5 marzo (mattina)        | Nyck de Vries       | ART Grand Prix                | 1'28"821 | 18   |
| Circuito di Catalogna, Barcellona | 5 marzo (pomeriggio)     | Nyck de Vries       | ART Grand Prix                | 1'28"655 | 37   |
| Circuito di Catalogna, Barcellona | 6 marzo (mattina)        | Sérgio Sette Câmara | DAMS                          | 1'27"392 | 34   |
| Circuito di Catalogna, Barcellona | 6 marzo (pomeriggio)     | Ralph Boschung      | Trident                       | 1'28"789 | 27   |
| Circuito di Catalogna, Barcellona | 7 marzo (mattina)        | Nyck de Vries       | ART Grand Prix                | 1'27"024 | 24   |
| Circuito di Catalogna, Barcellona | 7 marzo (pomeriggio)     | Juan Manuel Correa  | Sauber Junior Team by Charouz | 1'30"095 | 49   |

## Piloti e squadre

### Squadre
Rispetto alla stagione precedente, abbandona la categoria il team Russian Time e prende il suo posto il team UNI-Virtuosi, mantenendo a 10 il totale delle squadre. La Charouz Racing System diventa Junior Team della Sauber, cambiando denominazione in Sauber Junior Team by Charouz. La BWT Arden comincia una collaborazione con la HWA Racelab, squadra già impegnata in Formula 3.

### Piloti
Il campione del 2018, George Russell, come da regolamento, non può prendere parte alla nuova stagione.
La squadra campione in carica, la Carlin, ingaggia il giapponese Nobuharu Matsushita, al ritorno nella categoria, e Louis Delétraz, proveniente dalla Charouz. La ART Grand Prix fa salire di categoria il russo Nikita Mazepin e ingaggia Nyck de Vries, proveniente dalla Prema.
La Prema conferma l'indonesiano Sean Gelael e fa debuttare il campione della F3 europea 2018 Mick Schumacher. Il nuovo team UNI-Virtuosi ingaggia Zhou Guanyu, al debutto nella categoria, e Luca Ghiotto, al suo quarto anno nella categoria. Il team Trident fa salire di categoria Giuliano Alesi, proveniente da tre stagioni di GP3 Series con il team, e ingaggia lo svizzero Ralph Boschung. La DAMS conferma Nicholas Latifi per la quarta stagione con il team, e ingaggia Sérgio Sette Câmara, proveniente dalla Carlin. Jack Aitken, lasciata la ART, si trasferisce alla Campos, assieme a Dorian Boccolacci.
La Arden ingaggia il campione della GP3 2018, Anthoine Hubert, e Tatiana Calderón, prima donna a correre nella categoria. Il Sauber Junior Team by Charouz ingaggia Callum Ilott e fa debuttare Juan Manuel Correa. La MP Motorsport ingaggia il rientrante Jordan King e il debuttante Mahaveer Raghunathan.
Nella gara di Montecarlo la MP Motorsport, per sostituire Jordan King, impegnato nella 500 Miglia di Indianapolis, chiama il russo Artëm Markelov, che ha vinto nella categoria, sulle strade del Principato, nel 2016 e 2018. La Campos Racing ingaggia, per le gare in Austria e in Inghilterra, il pilota indiano Arjun Maini, in luogo di Boccolacci. Sempre per la gara in Austria l'altro pilota indiano Mahaveer Raghunathan viene sostituito, alla MP, dal messicano, esordiente in categoria, Patricio O'Ward. Alla Trident il pilota statunitense Ryan Tveter, con esperienza in GP3, prende il posto di Boschung.
L'esperienza di Tveter dura solo una gara, perché dall'appuntamento di Silverstone la Trident assume Boccolacci, da poco in uscita dalla Campos. La scuderia italiana cambia ancora, dalla gara di Budapest, riprendendo Boschung.
Dalla gara di Spa la Campos porta il pilota giapponese Marino Sato, in sostituzione di Maini. A Monza, a seguito dell'incidente mortale di Anthoine Hubert a Spa, la Trident schiera una sola monoposto, l'altra essendo ancora sotto sequestro da parte delle autorità belghe. L'unico pilota a correre è Alesi. L'Arden, scuderia di Hubert, decide, a Monza, di schierare una sola monoposto, così come il Team Charouz che schiera il solo Callumm Ilott, non sostituendo Juan Manuel Correa, ancora convalescente dopo l'incidente della gara precedente a Spa.
Per la gara di Sochi il Team Charouz decide di affidare la seconda monoposto a Matevos Isaakyan, ex pilota GP3 impegnato nel 2019 nel WEC, mentre il Team Arden sceglie Artëm Markelov, per sostituire Anthoine Hubert, scomparso nell'incidente di Spa. Correrà con il numero 22, dato che il 19 è stato ritirato per il resto della stagione in memoria del pilota francese.
Per l'ultima gara, ad Abu Dhabi, la Trident schiera il pilota danese, all'esordio, Christian Lundgaard, proveniente dalla Formula 3 FIA.

### Tabella Riassuntiva
| Team                          | Nº | Pilota               | Weekend di gare |
| ----------------------------- | -- | -------------------- | --------------- |
| Carlin                        | 1  | Louis Delétraz       | Tutti           |
| Carlin                        | 2  | Nobuharu Matsushita  | Tutti           |
| ART Grand Prix                | 3  | Nikita Mazepin       | Tutti           |
| ART Grand Prix                | 4  | Nyck de Vries        | Tutti           |
| DAMS                          | 5  | Sérgio Sette Câmara  | Tutti           |
| DAMS                          | 6  | Nicholas Latifi      | Tutti           |
| UNI-Virtuosi                  | 7  | Guanyu Zhou          | Tutti           |
| UNI-Virtuosi                  | 8  | Luca Ghiotto         | Tutti           |
| Prema Racing                  | 9  | Mick Schumacher      | Tutti           |
| Prema Racing                  | 10 | Sean Gelael          | Tutti           |
| Sauber Junior Team by Charouz | 11 | Callum Ilott         | Tutti           |
| Sauber Junior Team by Charouz | 12 | Juan Manuel Correa   | 1-9             |
| Sauber Junior Team by Charouz | 12 | Matevos Isaakyan     | 11-12           |
| Campos Racing                 | 14 | Dorian Boccolacci    | 1-5             |
| Campos Racing                 | 14 | Arjun Maini          | 6-8             |
| Campos Racing                 | 14 | Marino Sato          | 9-12            |
| Campos Racing                 | 15 | Jack Aitken          | Tutti           |
| MP Motorsport                 | 16 | Jordan King          | 1-3, 5-12       |
| MP Motorsport                 | 16 | Artëm Markelov       | 4               |
| MP Motorsport                 | 17 | Mahaveer Raghunathan | 1-5, 7-12       |
| MP Motorsport                 | 17 | Patricio O'Ward      | 6               |
| BWT Arden                     | 18 | Tatiana Calderón     | Tutti           |
| BWT Arden                     | 19 | Anthoine Hubert      | 1-9             |
| BWT Arden                     | 22 | Artëm Markelov       | 11-12           |
| Trident                       | 20 | Giuliano Alesi       | Tutti           |
| Trident                       | 21 | Ralph Boschung       | 1-5, 8-9, 11    |
| Trident                       | 21 | Ryan Tveter          | 6               |
| Trident                       | 21 | Dorian Boccolacci    | 7               |
| Trident                       | 21 | Christian Lundgaard  | 12              |

## Circuiti e gare
Il calendario resta identico rispetto al 2018, così come i circuiti in programma, con 12 appuntamenti e 24 gare.

## Risultati e classifiche

### Sistema di punteggio
Vengono assegnati due punti extra a chi realizza il giro più veloce tra i primi 10 e, a differenza della F1, vengono assegnati punti anche a chi realizza la pole position.
Sistema di punteggio Gara 1
| Posizione | 1ª | 2ª | 3ª | 4ª | 5ª | 6ª | 7ª | 8ª | 9ª | 10ª | Pole | Giro veloce |
| Punti     | 25 | 18 | 15 | 12 | 10 | 8  | 6  | 4  | 2  | 1   | 4    | 2           |

Sistema di punteggio Gara 2
I punti vengono assegnati ai primi 8, che partono a posizioni invertite rispetto all'arrivo in Gara 1.
| Posizione | 1ª | 2ª | 3ª | 4ª | 5ª | 6ª | 7ª | 8ª | Giro veloce |
| Punti     | 15 | 12 | 10 | 8  | 6  | 4  | 2  | 1  | 2           |

### Riassunto della stagione
| Gara | Gara | Circuito          | Tempo       | Velocità media | Pole position       | Giro veloce                           | Pilota vincitore                      | Team vincitore                        |
| ---- | ---- | ----------------- | ----------- | -------------- | ------------------- | ------------------------------------- | ------------------------------------- | ------------------------------------- |
| 1    | G1   | Manama            | 59'19"517   | 174,904 km/h   | Luca Ghiotto        | Guanyu Zhou                           | Nicholas Latifi                       | DAMS                                  |
| 1    | G2   | Manama            | 42'36"192   | 174,958 km/h   |                     | Nyck de Vries                         | Luca Ghiotto                          | UNI-Virtuosi                          |
| 2    | G1   | Baku              | 1h02'27"628 | 149,829 km/h   | Nobuharu Matsushita | Jack Aitken                           | Jack Aitken                           | Campos Racing                         |
| 2    | G2   | Baku              | 48'43"284   | 140,332 km/h   |                     | Sérgio Sette Câmara                   | Nicholas Latifi                       | DAMS                                  |
| 3    | G1   | Montmeló          | 1h01'10"688 | 168,794 km/h   | Luca Ghiotto        | Jordan King                           | Nicholas Latifi                       | DAMS                                  |
| 3    | G2   | Montmeló          | 42'25"916   | 170,961 km/h   |                     | Nicholas Latifi                       | Nyck de Vries                         | ART Grand Prix                        |
| 4    | G1   | Monte Carlo       | 1h30'56"153 | 90,272 km/h    | Nyck de Vries       | Nobuharu Matsushita                   | Nyck de Vries                         | ART Grand Prix                        |
| 4    | G2   | Monte Carlo       | 44'23"388   | 135,314 km/h   |                     | Nicholas Latifi                       | Anthoine Hubert                       | BWT Arden                             |
| 5    | G1   | Le Castellet      | 1h15'35"425 | 139,163 km/h   | Sérgio Sette Câmara | Nyck de Vries                         | Nyck de Vries                         | ART Grand Prix                        |
| 5    | G2   | Le Castellet      | 37'19"524   | 197,312 km/h   |                     | Nobuharu Matsushita                   | Anthoine Hubert                       | BWT Arden                             |
| 6    | G1   | Red Bull Ring     | 53'32"606   | 193,406 km/h   | Nyck de Vries       | Sérgio Sette Câmara                   | Nobuharu Matsushita                   | Carlin                                |
| 6    | G2   | Red Bull Ring     | 38'45"691   | 186,955 km/h   |                     | Nyck de Vries                         | Sérgio Sette Câmara                   | DAMS                                  |
| 7    | G1   | Silverstone       | 50'21"114   | 203,414 km/h   | Guanyu Zhou         | Sérgio Sette Câmara                   | Luca Ghiotto                          | UNI-Virtuosi                          |
| 7    | G2   | Silverstone       | 36'47"822   | 201,500 km/h   |                     | Jack Aitken                           | Jack Aitken                           | Campos Racing                         |
| 8    | G1   | Hungaroring       | 1h02'40"675 | 155,133 km/h   | Nyck de Vries       | Jordan King                           | Nicholas Latifi                       | DAMS                                  |
| 8    | G2   | Hungaroring       | 43'59"841   | 167,230 km/h   |                     | Nobuharu Matsushita                   | Mick Schumacher                       | Prema Racing                          |
| 9    | G1   | Spa-Francorchamps |             |                | Nyck de Vries       | Interrotta dopo 2 giri, per incidente | Interrotta dopo 2 giri, per incidente | Interrotta dopo 2 giri, per incidente |
| 9    | G2   | Spa-Francorchamps | Cancellata  | Cancellata     | Cancellata          | Cancellata                            | Cancellata                            | Cancellata                            |
| 10   | G1   | Monza             | 48'56"512   | 212,678 km/h   | Callum Ilott        | Luca Ghiotto                          | Nobuharu Matsushita                   | Carlin                                |
| 10   | G2   | Monza             | 34'26"288   | 211,412 km/h   |                     | Mick Schumacher                       | Jack Aitken                           | Campos Racing                         |
| 11   | G1   | Soči              | 54'12"087   | 181,041 km/h   | Nyck de Vries       | Luca Ghiotto                          | Nyck de Vries                         | ART Grand Prix                        |
| 11   | G2   | Soči              | 1h18'21"329 | 67,018 km/h    |                     | Nicholas Latifi                       | Luca Ghiotto                          | UNI-Virtuosi                          |
| 12   | G1   | Yas Marina        | 1h02'17"011 | 165,750 km/h   | Sérgio Sette Câmara | Guanyu Zhou                           | Sérgio Sette Câmara                   | DAMS                                  |
| 12   | G2   | Yas Marina        | 44'22"552   | 165,053 km/h   |                     | Nicholas Latifi                       | Luca Ghiotto                          | UNI-Virtuosi                          |

### Classifica piloti
| Pos. | Piloti                                              | BHR          | BHR      | BAK         | BAK             | CAT                                                       | CAT | MON | MON | LEC | LEC | RBR | RBR | SIL | SIL | HUN | HUN | SPA | SPA | MNZ | MNZ | SOC | SOC | YMC | YMC | Punti |
| --- | --------------------------------------------------- | ------------ | -------- | ----------- | --------------- | --------------------------------------------------------- | --- | --- | --- | --- | --- | --- | --- | --- | --- | --- | --- | --- | --- | --- | --- | --- | --- | --- | --- | ----- |
| 1 | Nyck de Vries                                       | 6            | 7        | 2           | 4               | 5                                                         | 1   | 1   | 7   | 1   | 10  | 3   | 3   | 6   | 3   | 2   | 6   | C   | C   | 3   | 3   | 1   | 2   | 13  | 13  | 266   |
| 2 | Nicholas Latifi                                     | 1            | 3        | 4           | 1               | 1                                                         | 6   | 12  | 10  | 5   | 6   | 9   | 6   | 2   | 5   | 1   | 7   | C   | C   | 13  | 10  | 2   | 4   | 7   | 2   | 214   |
| 3 | Luca Ghiotto                                        | 2            | 1        | 9           | Rit             | 4                                                         | 2   | SQ  | Rit | Rit | 12  | 2   | 2   | 1   | 15  | 4   | 8   | C   | C   | 2   | 15  | 4   | 1   | 6   | 1   | 207   |
| 4 | Sérgio Sette Câmara                                 | 3            | 2        | Rit         | 6               | NC                                                        | 17  | 3   | 6   | 2   | 5   | 5   | 1   | 4   | 17  | 5   | 3   | C   | C   | 5   | Rit | 5   | 6   | 1   | 3   | 204   |
| 5 | Jack Aitken                                         | 7            | 11       | 1           | 3               | 2                                                         | 8   | 17* | 13  | 3   | 4   | 10  | 18  | 5   | 1   | 3   | 5   | C   | C   | 8   | 1   | 7   | 11  | 11  | 10  | 159   |
| 6 | Nobuharu Matsushita                                 | 9            | 12       | 13          | 12              | 11                                                        | Rit | 2   | 9   | 9   | 9   | 1   | 5   | 9   | 7   | 7   | 2   | C   | C   | 1   | 5   | 6   | Rit | 2   | 7   | 144   |
| 7 | Guanyu Zhou                                         | 10           | 4        | Rit         | 10              | 3                                                         | 4   | 5   | 3   | 4   | 3   | 6   | 8   | 3   | 8   | 9   | 9   | C   | C   | Rit | 4   | 10  | 5   | 3   | 8   | 140   |
| 8 | Louis Delétraz                                      | 5            | 5        | Rit         | Rit             | 12                                                        | 11  | 7   | 2   | NC  | 7   | 7   | Rit | 7   | 2   | Rit | 13  | C   | C   | Rit | 8   | 3   | 14  | 4   | 6   | 92    |
| 9 | Jordan King                                         | 17           | 8        | 3           | Rit             | 7                                                         | 7   |     |     | 6   | 11  | 8   | 7   | 10  | 9   | 6   | 4   | C   | C   | 6   | 2   | 12  | 9   | 12  | 9   | 79    |
| 10 | Anthoine Hubert †                                   | 4            | 9        | 10          | 11              | 6                                                         | 5   | 8   | 1   | 8   | 1   | 4   | 17  | 18  | 11  | 11  | 11  | C   |     |     |     |     |     |     |     | 77    |
| 11 | Callum Ilott                                        | 14           | 16       | Rit         | 9               | 8                                                         | 3   | NP  | 14  | Rit | 8   | 14  | 9   | 8   | 4   | 10  | 10  | C   | C   | 4   | 12  | 9   | 3   | 5   | 4   | 74    |
| 12 | Mick Schumacher                                     | 8            | 6        | Rit         | 5               | 15                                                        | 12  | 13  | 11  | Rit | Rit | 18  | 4   | 11  | 6   | 8   | 1   | C   | C   | NC  | 6   | Rit | Rit | 9   | 11  | 53    |
| 13 | Juan Manuel Correa                                  | 16           | 18       | 7           | 2               | Rit                                                       | 15  | 16* | 12  | 7   | 2   | 11  | 10  | 12  | 10  | 14  | 14  | C   | C   |     |     |     |     |     |     | 36    |
| 14 | Dorian Boccolacci                                   | 15           | 17       | 5           | 7               | 14                                                        | 18  | 4   | 5   | Rit | 13  |     |     | Rit | 14  |     |     |     |     |     |     |     |     |     |     | 30    |
| 15 | Giuliano Alesi                                      | 12           | SQ       | Rit         | Rit             | Rit                                                       | 16  | 11  | Rit | 10  | 14  | 13  | Rit | 17  | Rit | 13  | 12  | C   | C   | 7   | 7   | 13  | 8   | 8   | 5   | 20    |
| 16 | Artëm Markelov                                      |              |          |             |                 |                                                           |     | 6   | 4   |     |     |     |     |     |     |     |     |     |     |     |     | Rit | 10  | Rit | Rit | 16    |
| 17 | Sean Gelael                                         | Rit          | 10       | 6           | 8               | 9                                                         | 9   | Rit | 15  | Rit | 17  | 16  | 12  | NP  | NP  | 15  | 17  | C   | C   | 9   | Rit | 11  | 7   | 17  | Rit | 15    |
| 18 | Nikita Mazepin                                      | 19           | 13       | 8           | Rit             | 17                                                        | 14  | 10  | 8   | Rit | 16  | 12  | 11  | 16* | 12  | 12  | 15  | C   | C   | 11  | 9   | 8   | Rit | 10  | 17* | 11    |
| 19 | Ralph Boschung                                      | 11           | 14       | 12          | Rit             | 10                                                        | 10  | 9   | Rit | Rit | 15  |     |     |     |     | 18* | 18  | C   | C   |     |     | 14  | 12  |     |     | 3     |
| 20 | Mahaveer Raghunathan                                | 18           | 19       | 11          | 13              | 16                                                        | 19  | 15  | Rit | 12  | 18  |     |     | 15  | 18  | 17  | 19  | C   | C   | 10  | 13  | 17  | 17  | Rit | 15  | 1     |
| 21 | Marino Sato                                         |              |          |             |                 |                                                           |     |     |     |     |     |     |     |     |     |     |     | C   | C   | 12  | 11  | 16  | 15  | 18  | 16  | 0     |
| 22 | Tatiana Calderón                                    | 13           | 15       | Rit         | Rit             | 13                                                        | 13  | 14  | Rit | 11  | 19* | 17  | 13  | 14  | 16  | 16  | Rit | C   | C   | Rit | 14  | 15  | 16  | 16  | 14  | 0     |
| 23 | Christian Lundgaard                                 |              |          |             |                 |                                                           |     |     |     |     |     |     |     |     |     |     |     |     |     |     |     |     |     | 14  | 12  | 0     |
| 24 | Arjun Maini                                         |              |          |             |                 |                                                           |     |     |     |     |     | SQ  | 15  | 13  | 13  | Rit | 16  |     |     |     |     |     |     |     |     | 0     |
| 25 | Matevos Isaakyan                                    |              |          |             |                 |                                                           |     |     |     |     |     |     |     |     |     |     |     |     |     |     |     | 18  | 13  | 15  | Rit | 0     |
| 26 | Patricio O'Ward                                     |              |          |             |                 |                                                           |     |     |     |     |     | 19  | 14  |     |     |     |     |     |     |     |     |     |     |     |     | 0     |
| 27 | Ryan Tveter                                         |              |          |             |                 |                                                           |     |     |     |     |     | 15  | 16  |     |     |     |     |     |     |     |     |     |     |     |     | 0     |
| Pos. | Pilota                                              | BHR          | BHR      | BAK         | BAK             | CAT                                                       | CAT | MON | MON | LEC | LEC | RBR | RBR | SIL | SIL | HUN | HUN | SPA | SPA | MNZ | MNZ | SOC | SOC | YMC | YMC | Punti |
| Fonte: |                                                     |              |          |             |                 |                                                           |     |     |     |     |     |     |     |     |     |     |     |     |     |     |     |     |     |     |     |       |
| \| Legenda \| Grassetto – Pole position Corsivo – Giro più veloce \| 1º posto \| 2º posto \| 3º posto \| A punti \| Senza punti \| \| Legenda \| Grassetto – Pole position Corsivo – Giro più veloce \| Squalificato \| Ritirato \| Non partito \| Non qualificato \| C = gara cancellata INF = infortunato † =deceduto in gara \| |                                                     |              |          |             |                 |                                                           |     |     |     |     |     |     |     |     |     |     |     |     |     |     |     |     |     |     |     |       |
| Legenda | Grassetto – Pole position Corsivo – Giro più veloce | 1º posto     | 2º posto | 3º posto    | A punti         | Senza punti                                               |     |     |     |     |     |     |     |     |     |     |     |     |     |     |     |     |     |     |     |       |
| Legenda | Grassetto – Pole position Corsivo – Giro più veloce | Squalificato | Ritirato | Non partito | Non qualificato | C = gara cancellata INF = infortunato † =deceduto in gara |     |     |     |     |     |     |     |     |     |     |     |     |     |     |     |     |     |     |     |       |

| Legenda | Grassetto – Pole position Corsivo – Giro più veloce | 1º posto     | 2º posto | 3º posto    | A punti         | Senza punti                                               |
| Legenda | Grassetto – Pole position Corsivo – Giro più veloce | Squalificato | Ritirato | Non partito | Non qualificato | C = gara cancellata INF = infortunato † =deceduto in gara |

### Classifica Squadre
| Pos. | Squadra                                             | N.           | BHR      | BHR         | BAK             | BAK                                                                                | CAT | CAT | MON | MON | LEC | LEC | RBR | RBR | SIL | SIL | HUN | HUN | SPA | SPA | MNZ | MNZ | SOC | SOC | YMC | YMC | Punti |
| --- | --------------------------------------------------- | ------------ | -------- | ----------- | --------------- | ---------------------------------------------------------------------------------- | --- | --- | --- | --- | --- | --- | --- | --- | --- | --- | --- | --- | --- | --- | --- | --- | --- | --- | --- | --- | ----- |
| 1 | DAMS                                                | 5            | 3        | 2           | Rit             | 6                                                                                  | NC  | 17  | 3   | 6   | 2   | 5   | 5   | 1   | 4   | 17  | 5   | 3   | C   | C   | 5   | Rit | 5   | 6   | 1   | 3   | 418   |
| 1 | DAMS                                                | 6            | 1        | 3           | 4               | 1                                                                                  | 1   | 6   | 12  | 10  | 5   | 6   | 9   | 6   | 2   | 5   | 1   | 7   | C   | C   | 13  | 10  | 2   | 4   | 7   | 2   | 418   |
| 2 | UNI-Virtuosi Racing                                 | 7            | 10       | 4           | Rit             | 10                                                                                 | 3   | 4   | 5   | 3   | 4   | 3   | 6   | 8   | 3   | 8   | 9   | 9   | C   | C   | Rit | 4   | 10  | 5   | 3   | 8   | 347   |
| 2 | UNI-Virtuosi Racing                                 | 8            | 2        | 1           | 9               | Rit                                                                                | 4   | 2   | SQ  | Rit | Rit | 12  | 2   | 2   | 1   | 15  | 4   | 8   | C   | C   | 2   | 15  | 4   | 1   | 6   | 1   | 347   |
| 3 | ART Grand Prix                                      | 3            | 19       | 13          | 8               | Rit                                                                                | 17  | 14  | 10  | 8   | Rit | 16  | 12  | 11  | 16* | 12  | 12  | 15  | C   | C   | 11  | 9   | 8   | Rit | 10  | 17* | 277   |
| 3 | ART Grand Prix                                      | 4            | 6        | 7           | 2               | 4                                                                                  | 5   | 1   | 1   | 7   | 1   | 10  | 3   | 3   | 6   | 3   | 2   | 6   | C   | C   | 3   | 3   | 1   | 2   | 13  | 13  | 277   |
| 4 | Carlin                                              | 1            | 5        | 5           | Rit             | Rit                                                                                | 12  | 11  | 7   | 2   | NC  | 7   | 7   | Rit | 7   | 2   | Rit | 13  | C   | C   | Rit | 8   | 3   | 14  | 4   | 6   | 236   |
| 4 | Carlin                                              | 2            | 9        | 12          | 13              | 12                                                                                 | 11  | Rit | 2   | 9   | 9   | 9   | 1   | 5   | 9   | 7   | 7   | 2   | C   | C   | 1   | 5   | 6   | Rit | 2   | 7   | 236   |
| 5 | Campos                                              | 14           | 15       | 17          | 5               | 7                                                                                  | 14  | 18  | 4   | 5   | Rit | 13  | SQ  | 15  | 13  | 13  | Rit | 16  | C   | C   | 12  | 11  | 16  | 15  | 18  | 16  | 189   |
| 5 | Campos                                              | 15           | 7        | 11          | 1               | 3                                                                                  | 2   | 8   | 17* | 13  | 3   | 4   | 10  | 18  | 5   | 1   | 3   | 5   | C   | C   | 8   | 1   | 7   | 11  | 11  | 10  | 189   |
| 6 | Sauber Junior Team by Charouz                       | 11           | 14       | 16          | Rit             | 9                                                                                  | 8   | 3   | NP  | 14  | Rit | 8   | 14  | 9   | 8   | 4   | 10  | 10  | C   | C   | 4   | 12  | 9   | 3   | 5   | 4   | 110   |
| 6 | Sauber Junior Team by Charouz                       | 12           | 16       | 18          | 7               | 2                                                                                  | Rit | 15  | 16* | 12  | 7   | 2   | 11  | 10  | 12  | 10  | 14  | 14  | C   | C   | INF | INF | 18  | 13  | 15  | Rit | 110   |
| 7 | MP Motorsport                                       | 16           | 17       | 8           | 3               | Rit                                                                                | 7   | 7   | 6   | 4   | 6   | 11  | 8   | 7   | 10  | 9   | 6   | 4   | C   | C   | 6   | 2   | 12  | 9   | 12  | 9   | 96    |
| 7 | MP Motorsport                                       | 17           | 18       | 19          | 11              | 13                                                                                 | 16  | 19  | 15  | Rit | 12  | 18  | 19  | 14  | 15  | 18  | 17  | 19  | C   | C   | 10  | 13  | 17  | 17  | Rit | 15  | 96    |
| 8 | BWT Arden                                           | 18           | 13       | 15          | Rit             | Rit                                                                                | 13  | 13  | 14  | Rit | 11  | 19* | 17  | 13  | 14  | 16  | 16  | Rit | C   | C   | Rit | 14  | 15  | 16  | 16  | 14  | 77    |
| 8 | BWT Arden                                           | 19           | 4        | 9           | 10              | 11                                                                                 | 6   | 5   | 8   | 1   | 8   | 1   | 4   | 17  | 18  | 11  | 11  | 11  | C†  | C   |     |     |     |     |     |     | 77    |
| 8 | BWT Arden                                           | 22           |          |             |                 |                                                                                    |     |     |     |     |     |     |     |     |     |     |     |     |     |     |     |     | Rit | 10  | Rit | Rit | 77    |
| 9 | Prema Racing                                        | 9            | 8        | 6           | Rit             | 5                                                                                  | 15  | 12  | 13  | 11  | Rit | Rit | 18  | 4   | 11  | 6   | 8   | 1   | C   | C   | NC  | 6   | Rit | Rit | 9   | 11  | 68    |
| 9 | Prema Racing                                        | 10           | Rit      | 10          | 6               | 8                                                                                  | 9   | 9   | Rit | 15  | Rit | 17  | 16  | 12  | NP  | NP  | 15  | 17  | C   | C   | 9   | Rit | 11  | 7   | 17  | Rit | 68    |
| 10 | Trident                                             | 20           | 12       | SQ          | Rit             | Rit                                                                                | Rit | 16  | 11  | Rit | 10  | 14  | 13  | Rit | 17  | Rit | 13  | 12  | C   | C   | 7   | 7   | 13  | 8   | 8   | 5   | 23    |
| 10 | Trident                                             | 21           | 11       | 14          | 12              | Rit                                                                                | 10  | 10  | 9   | Rit | Rit | 15  | 15  | 16  | Rit | 14  | 18* | 18  | C   | C   |     |     | 14  | 12  | 14  | 12  | 23    |
| Pos. | Squadra                                             | N.           | BHR      | BHR         | BAK             | BAK                                                                                | CAT | CAT | MON | MON | LEC | LEC | RBR | RBR | SIL | SIL | HUN | HUN | SPA | SPA | MNZ | MNZ | SOC | SOC | YMC | YMC | Punti |
| Fonte: |                                                     |              |          |             |                 |                                                                                    |     |     |     |     |     |     |     |     |     |     |     |     |     |     |     |     |     |     |     |     |       |
| \| Legenda \| Grassetto – Pole position Corsivo – Giro più veloce \| 1º posto \| 2º posto \| 3º posto \| A punti \| Senza punti \| \| Legenda \| Grassetto – Pole position Corsivo – Giro più veloce \| Squalificato \| Ritirato \| Non partito \| Non qualificato \| C = gara cancellata INF = infortunato Ṫ= Hubert deceduto durante la gara in Belgio \| |                                                     |              |          |             |                 |                                                                                    |     |     |     |     |     |     |     |     |     |     |     |     |     |     |     |     |     |     |     |     |       |
| Legenda | Grassetto – Pole position Corsivo – Giro più veloce | 1º posto     | 2º posto | 3º posto    | A punti         | Senza punti                                                                        |     |     |     |     |     |     |     |     |     |     |     |     |     |     |     |     |     |     |     |     |       |
| Legenda | Grassetto – Pole position Corsivo – Giro più veloce | Squalificato | Ritirato | Non partito | Non qualificato | C = gara cancellata INF = infortunato Ṫ= Hubert deceduto durante la gara in Belgio |     |     |     |     |     |     |     |     |     |     |     |     |     |     |     |     |     |     |     |     |       |

| Legenda | Grassetto – Pole position Corsivo – Giro più veloce | 1º posto     | 2º posto | 3º posto    | A punti         | Senza punti                                                                        |
| Legenda | Grassetto – Pole position Corsivo – Giro più veloce | Squalificato | Ritirato | Non partito | Non qualificato | C = gara cancellata INF = infortunato Ṫ= Hubert deceduto durante la gara in Belgio |

 * – Indica i piloti ritirati ma ugualmente classificati avendo coperto, come previsto dal regolamento, almeno il 90% della distanza di gara.

## Test post-stagionali
Il Circuito di Yas Marina ospita i test post stagionali, tra il 5 e il 7 dicembre.
| Circuito               | Data                    | Pilota più veloce | Team                  | Tempo    | Giri |
| ---------------------- | ----------------------- | ----------------- | --------------------- | -------- | ---- |
| Circuito di Yas Marina | 5 dicembre (mattino)    | Mick Schumacher   | Prema Racing          | 1'50"947 | 32   |
| Circuito di Yas Marina | 5 dicembre (pomeriggio) | Louis Delétraz    | Charouz Racing System | 1'50"543 | 49   |
| Circuito di Yas Marina | 6 dicembre (mattino)    | Marcus Armstrong  | ART Grand Prix        | 1'50"436 | 40   |
| Circuito di Yas Marina | 6 dicembre (pomeriggio) | Louis Delétraz    | Charouz Racing System | 1'50"124 | 44   |
| Circuito di Yas Marina | 7 dicembre (mattino)    | Mick Schumacher   | Prema Racing          | 1'51"569 | 38   |
| Circuito di Yas Marina | 7 dicembre (pomeriggio) | Nikita Mazepin    | Carlin Motorsport     | 1'50"473 | 39   |